# 하나뿐인 내편
《하나뿐인 내편》은 2018년 9월 15일부터 2019년 3월 17일까지 방영된 KBS 2TV 주말 드라마이다.

## 줄거리
28년 만에 나타난 친부로 인해 인생이 꼬여버린 한 여자와 정체를 숨겨야만 했던 그녀의 아버지가 ‘세상 단 하나뿐인 내편’을 만나며 삶의 희망을 되찾아가는 과정을 그린 드라마.

## 방송 시간
| 방송 채널 | 방송 기간                                    | 방송 시간                                                                                 | 방송 분량                                     |
| --------- | -------------------------------------------- | ----------------------------------------------------------------------------------------- | --------------------------------------------- |
| KBS 2TV   | 2018년 9월 15일 ~ 2018년 9월 30일[01회~12회] | 매주 주말 저녁 7:55~밤 9:15 1부 매주 주말 저녁 7:55~8:35 2부 매주 주말 저녁 8:35~밤 9:15  | 1시간 20분 (1회당 40분 / 2회 연속 방송)       |
| KBS 2TV   | 2019년 1월 5일~2019년 3월 17일[65회~106회]   | 매주 주말 저녁 7:55~밤 9:15 1부 매주 주말 저녁 7:55~8:35 2부 매주 주말 저녁 8:35~밤 9:15  | 1시간 20분 (1회당 40분 / 2회 연속 방송)       |
| KBS 2TV   | 2018년 10월 6일~2018년 12월 30일[17회~64회]  | 매주 주말 저녁 7:55~밤 9:20 01부 매주 주말 저녁 7:55~8:40 2부 매주 주말 저녁 8:40~밤 9:20 | 1시간 25분 (1회당 45분, 45분 / 2회 연속 방송) |

## 등장인물
- (†) 표시는 드라마 상에서 최종적으로 사망한 인물이다.

### 주요 인물
- 최수종: 김영훈/강수일(56세)역(아역 이준서) - 도란의 친아버지, 왕 회장네 운전기사 → 빵집 사장 → 보육원 원장, 홍주의 남편, 도윤의 아버지
- 유이: 김도란(28세) 역(아역 김수인) - 수일의 친딸, 봄앤푸드 전 비서이자 맏며느리, 대륙의 아내.도윤의 이복누나.
- 이장우: 왕대륙(32세) 역 - 봄앤푸드 본부장, 도란의 남편.도윤의 이복매형.
- 윤진이: 장다야(28세) 역 - 플로리스트, 홍실의 딸이자 고래의 여동생,홍주의 외조카.봄앤푸드 둘째 며느리, 도란의 동서이자 의붓이종사촌. 도윤의 이종사촌누나.
- 정은우: 왕이륙(30세) 역 - 대륙의 동생,도란의 시동생.홍실의 사위이자 고래의 매제.홍실의 외조카사위. 미국 요리학교 출신, 식당 본설 운영, 다야의 남편.도윤이의 이종사촌매형
- 나혜미: 김미란(27세) 역 (아역 강주하) - 도란의 양동생, 다야의 올케언니.
- 박성훈 : 장고래(32세) 역 - 다야의 오빠, 미란의 남편, 치과 의사

### 도란네
- 이두일: 김동철(51세) 역 (아역 송준희) (†) - 도란의 양아버지, 미란의 친아버지, 수일의 아는 동생.
- 임예진: 소양자(53세) 역 - 동철의 아내, 도란의 양어머니, 미란의 친어머니, 피자헤븐 직원
- 이경심: 소양순 역 - 양자의 동생, 도란과 미란의 이모, 피자헤븐 사장

### 대륙네
- 정재순: 박금병(80세) 역 - 대륙과 이륙의 할머니, 진국의 어머니, 은영의 시어머니, 봄앤푸드 명예회장
- 박상원: 왕진국(59세) 역 (아역 지연우) - 대륙과 이륙의 아버지, 금병의 아들, 은영의 남편, 봄앤푸드 회장
- 차화연: 오은영(58세) 역 - 대륙과 이륙의 어머니, 진국의 아내, 금병의 며느리, 홍실의 친구

### 다야네
- 이혜숙: 나홍실(58세) 역 - 고래와 다야의 어머니, 미란의 시어머니이자 이륙의 장모. 홍주의 언니, 은영의 친구, 의류숍 경영
- 진경: 나홍주(43세) 역 - 고래와 다야의 이모, 홍실의 늦둥이 동생, 수일의 애인→ 아내, 도윤의 어머니이자 도란의 의붓어머니.

### 그 외 인물
- 김창회: 홍 비서(30세) 역 - 봄앤푸드 비서실 직원
- 이승형: 양철(40대 초반) 역 - 봄앤푸드 비서실장
- 김추월: 여주댁(60대 초반) 역 - 대륙네 가사 도우미
- 황효은: 미스 조(40대 중반) 역 - 대륙네 가사 도우미
- 임지현: 유진(28세) 역 - 취업준비생, 도란의 친구
- 이용이: 금옥(60대 초반) 역 - 유진의 할머니, 도란 출생의 비밀을 알고 있는 유일한 사람
- 이상구: 베드로 신부(60대 초반) 역 - 성당 신부, 보육원 운영
- 고나은: 장소영(30세) 역 - JS그룹 회장의 외동딸
- 송원석: 이태풍 역 - 송 회장의 친손자, 아빠 빵집 남자 알바생
- 강두: 박동원 역 - 조직폭력배, 수일의 감옥 동기
- 김희령: 경자 역 - 은영과 홍실의 친구
- 육미라: 고영숙 역 - 은영과 홍실의 친구
- 지성환[1], 이영석: 양영달 역 - 노숙자, 前 해성일수 사채업 사장, 28년 전 장대호 살인범
- 김광인: 김 박사 역 - 금병의 주치의
- 박숙명: 홍실네 가사도우미 역
- 최나무: 다야의 꽃집 직원 역
- 김주영: 김 셰프 역 - 이륙의 레스토랑 셰프
- 민준현: 교도관 역
- 임지영: 도란이 참관한 재판의 검사 역
- 송현진: 해성일수 여직원 역
- 김선경: 신영애 역 - 수일이 있는 성당의 주방을 담당하는 여자
- 구교익: 강준수 역 - 변호사, 다야의 과거 연인
- 강철성: 김수혁 역 - 강력계 형사
- 송정우: 김기사 역 - 대륙네 전 운전기사
- 박성균: 레스토랑 점장 역
- 윤준열: 대륙의 USB에 있는 사진을 유포한 중학생 역
- 안민영: 양자에게 도장 찍으라고 말하는 여자 역
- 나순상: 봄앤푸드 1차 면접의 면접관 역
- 김오복: 남자 화장실이라고 얘기하는 남자 역
- 이진목: 도란이 알바하는 수산시장 사장 역
- 성현미: 수일에게 가게 문 닫았다고 알려주는 여자 역
- 한동환: 경찰관 역
- 선우성: 정한 역 - 미란의 전 남자친구
- 고진명: 과일가게 사장 역
- 박은영: 미란이네 이웃 주민 역
- 박성인: CCTV 설치 기사 역
- 이관영: 양자와 같이 사기 당한 남자 역
- 유금: 양자와 같이 사기 당한 여자 역
- 이규섭: 사채업자 역
- 홍부향: 사우나 내 음식점 주인 역
- 오진하: 경희 역 - 미란의 친구
- Henry: 프레디 역 - 홍주의 사별한 남편
- 주부진: 대륙에게 초콜릿을 받은 할머니 역
- 김주령: 박미옥 역 - 요양사
- 김미혜: 아나운서 합격한 미란의 친구 역
- 소은정: 고아영 역 - 아나운서 합격한 미란의 친구
- 강현정: 고래의 치과 간호사 역
- 이다인: 아나운서 학원 강사 역
- 조혜원: 명희로 분장한 요양사 역
- 김소정, 김하연: 성당에서 홍주에게 안기는 아이 역
- 최설: 왕진국에게 요양원 병실 안내하는 남자 역
- 이주빈: 이수정 역 - 이륙의 레스토랑 여직원이자 이륙의 바람녀
- 이수용: 미란의 소개팅남 역
- 김용호: 공성식 역 - 사채업자, 양자에게 사기치는 남자
- 민충석: 삼도건설에서 짓는 아파트 공사현장 소장 역
- 함진성: 고래의 친구 역
- 김민채: 홍실 옷가게의 옆집 가게 사장 역
- 이세랑: 양순의 친구 역
- 이상훈: 변태석 역 - 홍주의 전 남자친구
- 전아름: 피자가게 알바생 역
- 김희라: 점쟁이 역
- 이정성: 변호사 역
- 기은유: 빵 먹으려는 아이 역
- 박수민: 고래의 치과 간호사 역
- 전성훈
- 김낙균: 형사 역
- 최민금
- 지성근: 택시기사 역
- 서진원: 강수일을 검사해준 의사 역
- 한춘일

### 특별 출연
- 박현정: 연이 역 - 도란의 친어머니, 수일의 아내
- 김선근: 이륙과 다야의 결혼식 사회자 역
- 이수용: 미란의 소개팅 남 역
- 박하나: 성수현 역 - Q제약회사의 딸, 대륙의 맞선녀
- 이성희: 팬사인회 하는 프로골퍼 역
- 정헌: 승준 역 - 고래의 친구
- 정태야: 장대호(29세) 역 - 나홍실의 남편, 장고래와 장다야의 아버지
- 김규철: 장대훈 역 - 장대호의 형, 장고래와 장다야의 큰아버지(84회~86회)
- 이호재: 송 회장 역 - 이태풍의 외할아버지(89회, 92회, 104회, 105회)
- 최동석: 강수일의 살인 누명을 벗겨주는 소식을 보도하는 앵커 역
- 김승현: 수정의 오빠 역(106회)
- 김언중: 수정의 아버지 역(106회)

## 시청률
최저 시청률과 최고 시청률은 시청률 조사회사와 지역별로 시청률에 차이가 있을 수 있습니다.
| 2018년      | 2018년      | 2018년         | 2018년         | 2018년       |
| 회차        | 방송일      | TNmS 시청률    | AGB 시청률     | AGB 시청률   |
| 회차        | 방송일      | 대한민국(전국) | 대한민국(전국) | 서울(수도권) |
| ----------- | ----------- | -------------- | -------------- | ------------ |
| 제01회      | 9월 8일     | 20.8%          | 21.2%          | 19.9%        |
| 제02회      | 9월 8일     | 24.6%          | 24.3%          | 22.7%        |
| 제03회      | 9월 9일     | 22.7%          | 22.8%          | 21.3%        |
| 제04회      | 9월 9일     | 26.3%          | 25.6%          | 23.9%        |
| 제05회      | 9월 15일    | 18.2%          | 17.2%          | 15.6%        |
| 제06회      | 9월 15일    | 21.4%          | 21.5%          | 19.7%        |
| 제07회      | 9월 16일    | 18.9%          | 17.6%          | 16.8%        |
| 제08회      | 9월 16일    | 21.9%          | 20.6%          | 19.9%        |
| 제09회      | 9월 22일    | 23.0%          | 21.8%          | 20.0%        |
| 제10회      | 9월 22일    | 27.7%          | 27.1%          | 25.6%        |
| 제11회      | 9월 23일    | 27.0%          | 25.5%          | 24.6%        |
| 제12회      | 9월 23일    | 30.8%          | 29.3%          | 27.9%        |
| 제13회      | 9월 29일    | %              | 24.7%          | 23.5%        |
| 제14회      | 9월 29일    | %              | 27.3%          | 25.9%        |
| 제15회      | 9월 30일    | 25.8%          | 25.0%          | 23.8%        |
| 제16회      | 9월 30일    | 29.5%          | 29.4%          | 27.9%        |
| 제17회      | 10월 6일    | 22.8%          | 21.6%          | 19.5%        |
| 제18회      | 10월 6일    | 26.9%          | 25.9%          | 24.1%        |
| 제19회      | 10월 7일    | 26.4%          | 26.1%          | 24.0%        |
| 제20회      | 10월 7일    | 31.3%          | 30.1%          | 27.8%        |
| 제21회      | 10월 13일   | 26.9%          | 24.9%          | 23.4%        |
| 제22회      | 10월 13일   | 27.4%          | 25.7%          | 23.8%        |
| 제23회      | 10월 14일   | 27.7%          | 27.1%          | 25.3%        |
| 제24회      | 10월 14일   | 31.7%          | 31.2%          | 29.3%        |
| 제25회      | 10월 20일   | 24.9%          | 23.1%          | 21.7%        |
| 제26회      | 10월 20일   | 29.2%          | 27.9%          | 26.9%        |
| 제27회      | 10월 21일   | 29.2%          | 27.6%          | 25.9%        |
| 제28회      | 10월 21일   | 33.6%          | 32.6%          | 31.1%        |
| 제29회      | 10월 27일   | 26.2%          | 25.0%          | 23.0%        |
| 제30회      | 10월 27일   | 30.0%          | 29.6%          | 27.7%        |
| 제31회      | 10월 28일   | 27.9%          | 28.5%          | 26.8%        |
| 제32회      | 10월 28일   | 32.6%          | 33.3%          | 31.5%        |
| 제33회      | 11월 10일   | 25.4%          | 23.9%          | 22.1%        |
| 제34회      | 11월 10일   | 29.4%          | 28.8%          | 27.0%        |
| 제35회      | 11월 11일   | 28.4%          | 28.4%          | 27.2%        |
| 제36회      | 11월 11일   | 33.9%          | 33.1%          | 32.0%        |
| 제37회      | 11월 17일   | 26.8%          | 26.7%          | 24.6%        |
| 제38회      | 11월 17일   | 30.3%          | 30.2%          | 28.0%        |
| 제39회      | 11월 18일   | 29.7%          | 28.7%          | 26.4%        |
| 제40회      | 11월 18일   | 36.1%          | 33.9%          | 31.8%        |
| 제41회      | 11월 24일   | 28.3%          | 26.2%          | 23.8%        |
| 제42회      | 11월 24일   | 33.4%          | 31.8%          | 29.3%        |
| 제43회      | 11월 25일   | 32.8%          | 30.7%          | 28.4%        |
| 제44회      | 11월 25일   | 36.4%          | 34.8%          | 32.3%        |
| 제45회      | 11월 31일   | 28.6%          | 26.2%          | 24.5%        |
| 제46회      | 11월 31일   | 32.8%          | 31.0%          | 29.3%        |
| 제47회      | 11월 32일   | 32.8%          | 31.5%          | 30.1%        |
| 제48회      | 11월 32일   | 37.5%          | 36.3%          | 34.6%        |
| 제49회      | 12월 8일    | 29.3%          | 26.2%          | 24.9%        |
| 제50회      | 12월 8일    | 33.8%          | 30.8%          | 29.1%        |
| 제51회      | 12월 9일    | 32.0%          | 31.3%          | 28.6%        |
| 제52회      | 12월 9일    | 36.8%          | 36.1%          | 33.8%        |
| 제53회      | 12월 15일   | 26.4%          | 26.6%          | 25.7%        |
| 제54회      | 12월 15일   | 31.8%          | 31.6%          | 30.7%        |
| 제55회      | 12월 16일   | 30.3%          | 32.1%          | 30.8%        |
| 제56회      | 12월 16일   | 35.3%          | 36.2%          | 34.8%        |
| 제57회      | 12월 22일   | 25.2%          | 28.1%          | 27.0%        |
| 제58회      | 12월 22일   | 30.5%          | 33.7%          | 32.2%        |
| 제59회      | 12월 23일   | 32.0%          | 32.5%          | 30.6%        |
| 제60회      | 12월 23일   | 35.8%          | 36.8%          | 34.9%        |
| 제61회      | 12월 29일   | 31.2%          | 31.7%          | 31.4%        |
| 제62회      | 12월 29일   | 34.7%          | 35.9%          | 35.4%        |
| 제63회      | 12월 30일   | 28.5%          | 29.2%          | 27.3%        |
| 제64회      | 12월 30일   | 32.2%          | 34.8%          | 32.9%        |
| 2019년      |             |                |                |              |
| 제65회      | 1월 5일     | 31.2%          | 32.4%          | 30.4%        |
| 제66회      | 1월 5일     | 37.2%          | 37.7%          | 36.1%        |
| 제67회      | 1월 6일     | 29.7%          | 30.8%          | 29.6%        |
| 제68회      | 1월 6일     | 34.7%          | 35.2%          | 33.8%        |
| 제69회      | 1월 12일    | 33.0%          | 35.1%          | 33.0%        |
| 제70회      | 1월 12일    | 38.8%          | 41.6%          | 39.2%        |
| 제71회      | 1월 13일    | 29.6%          | 32.5%          | 32.0%        |
| 제72회      | 1월 13일    | 35.3%          | 37.1%          | 36.2%        |
| 제73회      | 1월 19일    | 32.9%          | 35.2%          | 33.4%        |
| 제74회      | 1월 19일    | 38.9%          | 41.0%          | 39.4%        |
| 제75회      | 1월 20일    | 30.5%          | 32.2%          | 30.9%        |
| 제76회      | 1월 20일    | 36.6%          | 37.6%          | 36.3%        |
| 제77회      | 1월 26일    | 34.5%          | 35.5%          | 34.3%        |
| 제78회      | 1월 26일    | 40.3%          | 39.9%          | 38.5%        |
| 제79회      | 1월 27일    | 29.5%          | 31.3%          | 29.5%        |
| 제80회      | 1월 27일    | 35.3%          | 37.5%          | 36.4%        |
| 제81회      | 2월 9일     | 32.5%          | 34.7%          | 34.1%        |
| 제82회      | 2월 9일     | 37.9%          | 39.3%          | 38.9%        |
| 제83회      | 2월 10일    | 30.7%          | 32.0%          | 31.2%        |
| 제84회      | 2월 10일    | 36.0%          | 36.9%          | 36.1%        |
| 제85회      | 2월 16일    | 33.8%          | 35.3%          | 33.5%        |
| 제86회      | 2월 16일    | 38.1%          | 38.4%          | 37.1%        |
| 제87회      | 2월 17일    | 28.8%          | 31.8%          | 30.3%        |
| 제88회      | 2월 17일    | 35.5%          | 37.7%          | 36.2%        |
| 제89회      | 2월 23일    | 34.8%          | 37.6%          | 35.8%        |
| 제90회      | 2월 23일    | 41.0%          | 42.6%          | 41.1%        |
| 제91회      | 2월 24일    | 32.8%          | 33.9%          | 32.3%        |
| 제92회      | 2월 24일    | 38.7%          | 39.3%          | 37.6%        |
| 제93회      | 3월 2일     | 38.8%          | 39.7%          | 37.8%        |
| 제94회      | 3월 2일     | 44.4%          | 44.6%          | 43.1%        |
| 제95회      | 3월 3일     | 33.3%          | 34.9%          | 33.7%        |
| 제96회      | 3월 3일     | 39.4%          | 40.8%          | 40.1%        |
| 제97회      | 3월 9일     | 39.2%          | 41.4%          | 39.6%        |
| 제98회      | 3월 9일     | 45.8%          | 46.2%          | 44.7%        |
| 제99회      | 3월 10일    | 35.2%          | 37.6%          | 36.4%        |
| 제100회     | 3월 10일    | 40.9%          | 42.9%          | 42.1%        |
| 제101회     | 3월 16일    | 40.3%          | 44.1%          | 42.1%        |
| 제102회     | 3월 16일    | 46.1%          | 49.4%          | 47.3%        |
| 제103회     | 3월 17일    | 35.9%          | 37.6%          | 37.2%        |
| 제104회     | 3월 17일    | 41.9%          | 43.8%          | 44.0%        |
| 제105회     | 3월 23일    | 41.9%          | 42.8%          | 41.7%        |
| 제106회     | 3월 23일    | 48.5%          | 48.9%          | 47.7%        |
| 평균 시청률 | 평균 시청률 |                | 32.3%          | 30.8%        |

## 결방 사유 및 연장 및 편성 변경
- 2018년 10월 20일: KBS 스포츠 2018년 KBO 리그 준플레이오프 2차전 넥센 히어로즈 VS 한화 이글스 중계방송으로 인해 저녁 8시 20분과 밤 9시 5분으로 편성 변경.(21회, 22회)
- 2018년 11월 17일: KBS 스포츠 축구 국가대표 평가전 대한민국 VS 호주 중계방송으로 인해 저녁 8시 5분과 저녁 8시 45분으로 편성 변경.(37회, 38회)
- 2018년 12월 29일: 《하나뿐인 내편 스페셜 - 인연이라 말합니다》 편성으로 인한 결방.
- 2019년 2월 28일: 하나뿐인 내편 방영 분량이 100부작에서 6회 연장되어 106부작으로 변경되었다.

## 수상 경력
- 2018년 제23회 소비자의 날 KCA 문화연예 시상식 관객이 뽑은 올해의 배우 최수종, 유이
- 2018년 KBS 연기대상 남자 최우수상 최수종
- 2018년 KBS 연기대상 여자 최우수상 차화연
- 2018년 KBS 연기대상 장편드라마 부문 남자 우수상 / 베스트 커플상 이장우
- 2018년 KBS 연기대상 장편드라마 부문 여자 우수상 / 베스트 커플상 유이
- 2018년 KBS 연기대상 여자 조연상 윤진이
- 2018년 KBS 연기대상 남자 신인상 박성훈
- 2018년 KBS 연기대상 베스트 커플상 최수종, 진경
- 2018년 KBS 연기대상 작가상 김사경
- 2019년 제31회 한국PD대상 탤런트부문 출연자상 최수종
- 2019년 제12회 코리아 드라마 어워즈 연기대상 최수종

## 경쟁 프로그램
- MBC 주말연속극 《부잣집 아들》(2018년 3월 11일 ~ 2018년 8월 26일)
- MBC 주말연속극 《내사랑 치유기》(2018년 9월 9일~2019년 3월 3일)
- MBC 주말특별기획 《숨바꼭질》(2018년 9월 8일 ~ 2018년 11월 31일)
- MBC 주말특별기획 《신과의 약속》(2018년 12월 8일 ~ 2019년 3월 2일)
- MBC 주말특별기획 《슬플 때 사랑한다》(2019년 3월 9일 ~ 2019년 5월 25일)
- SBS 주말 특별기획 드라마 《그녀로 말할 것 같으면》(2018년 7월 7일 ~ 2018년 8월 25일)
- SBS 주말 특별기획 드라마 《미스 마 - 복수의 여신》(2018년 9월 8일 ~ 2018년 10월 27일)
- SBS 주말 특별기획 드라마 《운명과 분노》(2018년 11월 10일 ~ 2018년 12월 29일)

## 참고 사항
- KBS 1TV 일일연속극 《힘내요 미스터 김》, KBS 2TV 수목 드라마 《골든크로스》, KBS 2TV 월화 드라마 《완벽한 아내》의 연출을 맡았던 홍석구 감독이 연출을 맡았다.
- 최수종은 2014년 TV조선 《불꽃 속으로》 이후 해당 작품으로 안방극장 복귀를 했다.[4] 지상파로만 따지면 2013년에 종영된 KBS 1TV 《대왕의 꿈》 이후 5년 만에 지상파 드라마에 출연한다. 《저 푸른 초원 위에》 이후 15년 만에 KBS 2TV 주말 드라마에 출연하게 되었다.
- 유이의 2011년 《오작교 형제들》 이후 7년 만의 KBS 2TV 주말 드라마 출연이다. 또한, 같은 방송사 주말드라마였던 2011년 《오작교 형제들》 이후 7년 만에 해당 드라마에 복귀하였다.
- 이장우는 《예쁜 남자》 이후 4년 8개월 만에 KBS 드라마에 출연하며, 《수상한 삼형제》 이후 8년 만에 KBS 2TV 주말 드라마에 복귀한다. 그리고, 《오자룡이 간다》와 《장미빛 연인들》에 이어 세 번째로 김사경 작가의 작품의 남주인공을 맡았다.
- 이장우와 유이는 이전에 뮤직뱅크에서 공동 MC로 호흡을 맞춘 적이 있는데 이번에는 드라마로 호흡을 맞추게 되었다.
- 정은우와 이혜숙은 2015년 방송된 SBS 일일드라마 《돌아온 황금복》 에서 모자 사이로 호흡을 맞추었고 이 드라마 속에서는 장서 사이로 나오게 됐다.
- 박상원과 차화연은 1987년 종영된 드라마 《사랑과 야망》이후 32년만에 재회 하였다.

## 같이 보기
- 대한민국의 텔레비전 드라마 목록
- 2018년 대한민국의 텔레비전 드라마 목록